# Nacionalista Party
De Nacionalista Party (afgekort: NP; Filipijns: Partido Nacionalista) is een politieke partij in de Filipijnen. De partij ontstond op 19 april 1907 door een fusie van de Partido Independista en de Union Nacionalista en is daarmee de oudste nog bestaande politieke partij van het land. De Nacionalista Party domineerde vanaf haar oprichting tot aan de Tweede Wereldoorlog de Filipijnse politiek. Na de Tweede Wereldoorlog tot 1972 deelde de partij de macht goeddeels met de Liberal Party.
Sinds de verkiezingen van 2010 heeft de Nacionalista Party twee zetels in de Filipijnse Senaat en twintig zetels in het Filipijns Huis van Afgevaardigden. Partijleider Manny Villar verloor de presidentsverkiezingen van Benigno Aquino III, de kandidaat van de Liberal Party
Bekende politici, voormalige presidenten, leiders en staatslieden van de Nationalista Party waren onder anderen: Manuel Briones, Manuel Roxas, Fernando Lopez, Ramon Magsaysay, Carlos Garcia, Emmanuel Pelaez, Eulogio Rodriguez, José Laurel en enkele van de voorvechters van de Filipijnse onafhankelijkheid  Manuel Quezon, José Palma en Sergio Osmeña. Voor het uitroepen van de staat van beleg deed ook Ferdinand Marcos mee aan de presidentsverkiezingen als Nacionalista.